# Malakologi
Malakologi  er den gren af zoologien, der omhandler studiet af bløddyr (Mollusca), den næststørste dyrerække efter leddyr i antal beskrevne arter. Bløddyr omfatter snegle, muslinger, blæksprutter og mange andre, hvoraf mange (men ikke alle) har skaller. Den gren af malakologien, der er helliget studiet af bløddyrs skaller kaldes conchologi.

## Kendte malakologer
- Henrich Henrichsen Beck (1799-1863)
- Hans Peter Christian Møller (1810-1845)
- Gerhard Henrik Armauer Hansen (1841-1912)